# Peter Jacobson
Pour les articles homonymes, voir Jacobson.
Peter Jacobson, né le 24 mars 1965 à Chicago, dans l'Illinois, est un acteur américain. 
Il est surtout connu pour son interprétation du Dr Chris Taub dans la série télévisée Dr House.

## Biographie

### Jeunesse & débuts
Peter S. Jacobson est né le 24 mars 1965 à Chicago, dans l'Illinois (États-Unis).
Diplômé d'un baccalauréat de sciences politiques de l'université Brown et de la Juilliard School, il fait ses débuts sur les planches avec Four Dogs and a Bone de John Patrick Shanley, June Moon ou encore Rhinocéros.

### Vie privée
Il est marié à Whitney Scott depuis 1997. Ils ont un fils, Emanual.

### Carrière
Peter Jacobson se dirige également vers le cinéma et se produit dans Mixing Nia, Jeffrey, Pour le pire et pour le meilleur.
L'acteur perce dans le monde artistique et commence à tourner aux côtés des plus grands tels que Harry dans tous ses états (Woody Allen), De grandes espérances d'Alfonso Cuaron, Préjudice de Steven Zaillian, avec John Travolta ou encore Transformers de Michael Bay.
Il a également tourné dans de nombreuses séries télévisées : Dernier Recours, The Lost Room, Dr House où il incarne le brillant Dr Taub, New York, police judiciaire (Randy Dworkin), Les Experts : Miami et est même apparu en invité dans Scrubs (M. Foster), dans Esprits criminels (Michael Ryer) et dans NCIS : Los Angeles.

## Filmographie

### Cinéma

#### Longs métrages
- 1994 : Milliardaire malgré lui (It Could Happen to You) d'Andrew Bergman : Un journaliste TV
- 1996 : Jeffrey de Christopher Ashley : Le rendez-vous de Jeffrey
- 1996 : Ed's Next Move de John Walsh : Le propriétaire du café Yalta
- 1997 : Harry dans tous ses états (Deconstructing Harry) de Woody Allen : Goldberg
- 1997 : Parties intimes (Private Parts) de Betty Thomas : Un avocat
- 1997 : Complots (Conspiracy Theory) de Richard Donner : Un opérateur de surveillance
- 1997 : Commandements (Commandments) de Daniel Taplitz : Un banquier
- 1997 : Pour le pire et pour le meilleur (As Good as It Gets) de James L. Brooks : Un homme
- 1998 : Préjudice (A Civil Action) de Steven Zaillian : Neil Jacobs
- 1998 : Sonia Horowitz, l'insoumise (A Price Above Rubies) de Boaz Yakin : Schnuel
- 1998 : De grandes espérances (Great Expectations) d'Alfonso Cuarón : Un homme au téléphone
- 1999 : Broadway, 39e rue (Cradle Will Rock) de Tim Robbins : Silvano
- 1999 : Hit and Runway (en) de Christopher Livingston : Elliot Springer
- 2000 : Les Légendes de Brooklyn (Looking for an Echo) de Martin Davidson : Marty Pearlstein
- 2001 : Get Well Soon de Justin McCarthy : Nathan
- 2002 : Showtime de Tom Dey : Brad Slocum
- 2002 : Romance de rêve (Pipe Dream) de John Walsh : Arnie Hufflitz
- 2005 : Good Night and Good Luck de George Clooney : Jimmy
- 2005 : Domino de Tony Scott : Burke Beckett
- 2006 : Playboy à saisir (Failure to Launch) de Tom Dey : Un homme
- 2006 : The Wedding Weekend de Bruce Leddy : Un homme
- 2007 : Transformers de Michael Bay : Le professeur
- 2007 : Just You (Purple Violets) d'Edward Burns : Monroe
- 2007 : The Memory Thief de Gil Kofman : Mr Freeman
- 2008 : Panique à Hollywood (What Just Happened?) de Barry Levinson : Otto
- 2010 : Midnight Meat Train (The Midnight Meat Train) de Ryuhei Kitamura : Le patron du snack
- 2011 : Cars 2 de John Lasseter : Acer (voix)
- 2011 : And They're Off de Rob Schiller : Sebastian McKay
- 2013 : White House Down de Roland Emmerich : Wallace, chef d'état-major du vice-président
- 2013 : Brightest Star de Maggie Kiley : Dr Lambert
- 2014 : Blonde sur ordonnance (Better Living Through Chemistry) de Geoff Moore et David Posamentier : Dr Roth
- 2016 : Catfight d'Onur Tukel : Carl
- 2019 : Le Chardonneret (The Goldfinch) de John Crowley : Mr Silver
- 2019 : Before You Know It d'Hannah Pearl Utt : Michael
- 2019 : Limbo de Mark Young : Belial
- 2021 : Violet de Justine Bateman : Roger Vale
- 2023 : Dark Highway de Douglas Fowkes : Le clown
- 2024 : Smile 2 de Parker Finn (en) : Morris

#### Courts métrages
- 1996 : Dear Diary de David Frankel : Hal
- 2006 : The Passage (en) de B. Jason Roer : Jacob Schultz
- 2019: The Hour After Westerly de Nate Bell et Andrew Morehouse : Davis Harwell

### Télévision

#### Séries télévisées
- 1993 : New York Police Blues (NYPD Blue) : Un journaliste
- 1993 / 2002 - 2003 : New York, police judiciaire (Law and Order) : Dr Karl Styne / Randolph J. Dwarkin
- 1997 : Spin City : Greg Mullins
- 1997 : Oz : Carlton Auerback
- 1997 : Cosby : Richard
- 1999 : La Force du destin (All My Children) : Monty
- 2000 : Will et Grace (Will & Grace) : Paul Lubnik
- 2000 : Talk to Me : Sandy
- 2000 : Gideon's Crossing : Josh Steinman
- 2000 - 2001 : Bull : Josh Kaplan
- 2001 : New York 911 (Third Watch) : Détective Hall
- 2003 : Adam Sullivan : Geoffrey Laurence
- 2003 : Ed : Jeff Foster
- 2004 : Urgences (ER) : L'agresseur de Susan
- 2004 : La Star de la famille Hope & Faith) : Aaron Merville
- 2004 : Method et Red (Method & Red) : Bill Blaford
- 2006 : Scrubs : Mr Foster
- 2006 : Les Experts : Miami (CSI: Miami) : George Hammett
- 2006 : Dernier Recours (In Justice) : Yarmulke Jake
- 2006 : The Lost Room : Wally Jabrowski
- 2006 : Esprits criminels (Criminal Minds) : Michael Ryer
- 2006 : Entourage : Un producteur exécutif
- 2006 : Love Monkey : Stan
- 2007 : Starter Wife (The Starter Wife) : Kenny Kagan
- 2007 - 2012 : Dr House (House M.D.) : Dr Chris Taub
- 2009 - 2010 : Royal Pains : Alan Ryder
- 2010 : Svetlana : Derek
- 2011 : The Good Wife : Michael Kahane
- 2012 / 2017 - 2018 : New York, unité spéciale (Law and Order: Special Victims Unit) : Bart Ganzel / Randolph J. Dwarkin
- 2013 : Perception : Dr Poole
- 2013 : Philadelphia (It's Always Sunny in Philadelphia) : Rotenberg
- 2013 - 2015 : Ray Donovan : Lee Drexler
- 2014 : Rake : Max Fawcett
- 2014 : Les Mystères de Laura (The Mysteries of Laura) : Russell
- 2015 : Chicago Police Department (Chicago P.D.) : Mr Friedman
- 2015 : Battle Creek : Darrel Hardy
- 2016 : Madam Secretary : Ted Rhodes
- 2016 - 2017 : The Americans : Agent Wolfe
- 2016 - 2018 : Colony : Alan Snyder
- 2017 : Genius : Chaim Weizmann
- 2017 : Adaptatsiya : Doyle Branson
- 2017 / 2022 : Bull : Garret Tilden / Bryan Vincent
- 2018 - 2019 : NCIS : Los Angeles : John Rogers
- 2019 : Billions : Shelby Vivian
- 2019 - 2022 : Fear the Walking Dead : Jacob Kessner, le rabbin
- 2022 : WeCrashed : Bob Paltrow
- 2022 : New Amsterdam : Bob Levin
- 2023 : Ahsoka : Myn Weaver
- 2024 : Good Doctor

#### Téléfilms
- 2001 : 61* de Billy Crystal : Artie Green
- 2002 : Sur le chemin de la guerre (Path to War) de John Frankenheimer : Adam Yarmolinsky
- 2004 : Mise à nu (Strip Search) de Sidney Lumet : John Scanlon
- 2018 : Paterno de Barry Levinson : David Newhouse
- 2022 : Noël à tout prix ! (Haul out the Holly) de Maclain Nelson : Albert Melrose
- 2022 : A Cozy Christmas Inn de Peter Sullivan : Martin
- 2023 : Haul out the Holly: Lit Up de Maclain Nelson : Albert Melrose

## Voix francophones
En France, Patrick Osmond fut la voix régulière de Peter Jacobson, jusqu'à son décès en 2020. Vincent Violette l'a également doublé à trois reprises.
| - Patrick Osmond (1957-2020) dans : - Dr House (série télévisée) - The Good Wife (série télévisée) - Royal Pains (série télévisée) - New York, unité spéciale (série télévisée) - White House Down - Madam Secretary (série télévisée) - Colony (série télévisée) - Bull (série télévisée) - Billions (série télévisée) - Vincent Violette, dans : - The Americans (série télévisée) - Paterno (téléfilm) - WeCrashed (mini-série) - To the Moon - Jean-Loup Horwitz, dans (les séries télévisées) : - Adam Sullivan - New York, police judiciaire | - Philippe Peythieu, dans (les séries télévisées) : - The Lost Room - NCIS : Los Angeles - Pierre Laurent dans (les séries télévisées) : - Ray Donovan - Chicago Police Department Et aussi - Pascal Nowak dans Cars 2 (voix) - Georges Caudron (*1952 - 2022) dans Dernier Recours, (série télévisée) - Marc Alfos (*1956 - 2012) dans Midnight Meat Train - Vincent Ropion dans Jeffrey - Daniel Lafourcade dans Domino - Jacques Bouanich dans Starter Wife, (série télévisée) - Roland Timsit dans Fear the Walking Dead, (série télévisée) - Bernard Bollet dans Smile 2 - Patrice Dozier dans Showtime |